# Maison d'Elisée Cusenier
La maison d'Elisée Cusenier est une maison du XIXe siècle, inscrite aux monuments historiques français, située sur la commune d'Étalans dans le département du Doubs en France.

## Historique
La maison est construite au XIXe siècle sur commande d'Élisée Cusenier, dirigeant de la société de spiritueux Cusenier.
La maison est inscrite au titre des monuments historiques par arrêté du 23 août 2013.

## Localisation
La maison est située dans le village d'Étalans.

## Architecture
De plan en « T », la maison possède une tourelle et une galerie couverte. L'extérieur est agrémenté de frises et de vitraux de style Art nouveau.